# Dernbach (Adelsgeschlecht)

Familienwappen derer von Dernbach

Familienwappen derer von Dernbach gen. Graul, goldene Blätter auf blauem Grunff mit silbernen Schindeln

Herren von Dernbach treten seit dem frühen 13. Jahrhundert an verschiedenen Orten im rechtsrheinischen Gebiet auf, u. a. im Raum Montabaur, in der Herborner Mark sowie im Raum Gießen (Burg Vetzberg) und in Marburg. Ob sie und wie sie gegebenenfalls miteinander verwandt waren, ist nicht bekannt.
Das Westerwälder Geschlecht, aus der Ministerialität hervorgegangen, stand lange im Dienst ihrer alteingesessenen edelfreien Herrschaften, namentlich der Herren von Isenburg und Sayn, die ihre Stammburgen im Raum um Bendorf hatten.
Das Geschlecht im mittelhessischen Gebiet diente den Landgrafen von Thüringen/Hessen bzw. den Grafen von Gleiberg (Grafschaft Gleiberg).

## Geschichte

### Das Geschlecht im Westerwald

Wappen Dernbach (Westerwald)

Aus dem Ritter- und Adelsgeschlecht derer von Dernbach bei Montabaur wird zuerst 1213 Gerardo de Derenbach genannt, und zwar im Zusammenhang mit einer Zahlung Heinrichs II. von Isenburg, der auf seiner Burg Grenzau residierte. Letztere wurde um 1213 erbaut, während die Burg Dernbach schon aus der Zeit um 1200 stammte und als Wasserburg der damals im Westerwald häufigsten Form des einzelnen festen Hofes entsprach. Sie war ein Lehen des Landesherrn Erzbischof Theoderich II. von Wied, dem die Ritter von Dernbach, darunter ein Ritter Mantho, ab 1217 mit dem Pferd dienten. Der um diese Zeit als Besitzer zweier Höfe in Heiligenroth erwähnte Gerho von Dernbach ist sicher mit dem erstgenannten Gerardo (Gerhard) identisch, sodass erst mit Cunradus de Derenbach, Rektor von Nordhofen (1259/79), ein weiteres Mitglied der Ministerialenfamilie von Dernbach, „die mit ihrer namensgebenden Wasserburg Lehnsleute der Erzbischöfe von Trier waren“, urkundlich nachgewiesen ist. Jutta de Derenbach lebte als Nonne im Kloster Dirstein bei Diez/Lahn ebenfalls noch im 13. Jahrhundert. Im 14. Jahrhundert setzen dann die Eheleute Gerhard (1364 verstorben) und Gutgin von Dernbach die Linie fort. Ihre Söhne Gerhard (vermutlich 1374 verstorben) und Philipp von Dernbach (1393 verstorben) sind schließlich die letzten des niederadeligen Geschlechts, das mit seinem Wappenschild auf die Herkunft als Ministerialen des Hauses Isenburg verweist. Ihre Burg hatte Dietrich von Grenzau/Isenburg bereits 1380 von Philipp gekauft. Sie ist – nach grundlegender Erneuerung im 19. Jahrhundert – heute in Privatbesitz.
Es gab noch weitere Geschlechter, die sich von Dernbach nannten, u. a. in Kirchen an der Sieg. Hier gab es zwei Adelsgeschlechter (z. B. Rost von Dernbach) die sich so nannten, aber unterschiedliche Wappen hatten, was ihre Eigenständigkeit betont. Diese Geschlechter starben vermutlich mit Herrmann von Dernbach aus, der 1492 letztmals genannt wird.

### Das Geschlecht in Hessen
Familienzweige und ihre Wappen

 1226 taucht ein Conrad von Dernbach auf der Burg Vetzberg (Vogtsburg der Grafen von Gleiberg/Merenberg) bei Gießen auf. Vermutlich war er Vasall der Herren von Merenberg. Er gilt als Ahnherr der Dernbacher in Hessen. Vom hessischen Zweig, die sich mal „von Dernbach“, mal „von Voitsberg“ nannten, sind fünf Geschlechter bekannt, und zwar: „von und zu Dernbach“ (siehe Wappen: schwarze Waldkleeblätter bzw. Seeblätter oder Veilchenblätter im Dreipass in goldenem Feld), „Wolf von Dernbach“ (silberne Blätter wie vor in blau mit Schindeln), „Krieg von Derbach/Vetzberg“ und „Holzappel von Vetzberg“ (silberne Blätter wie vor in blau mit Stern bzw. Krone), „Rode von Dernbach“ (goldene Blätter wie vor in blau mit und ohne Stern), „von Dernbach gen. Graul“ (goldene Blätter wie vor in blau mit silbernen Schindeln). Es gab noch weitere Linien, die aber früh ausstarben, mit Beinamen wie „Ruchschade“ (Minnesänger), „Mul“, „Kolb“, „Scheze“ und „Hulsbach“.
Dernbacher Fehde und ihre Folgen
Nahezu 100 Jahre dauerte eine kriegerische Auseinandersetzung, die Dernbacher Fehde, gegen die aufstrebenden Grafen von Nassau, die 1333 beendet wurde. 1325/27 wurde der Sitz der Herren von Dernbach, die Burg Alt-Dernbach, zerstört. Zusammen mit den Herren von Bicken errichteten sie danach bis 1350 die Burg Neu-Dernbach in der heutigen Gemeinde Bad Endbach, Landkreis Marburg-Biedenkopf (Hessen). Von 1350 bis 1748 waren die Landgrafen von Hessen ihre Lehensherren. Nach dem Aussterben der Familie 1748 zog Landgraf Ludwig VIII. Dernbach als heimgefallenes Lehen ein.

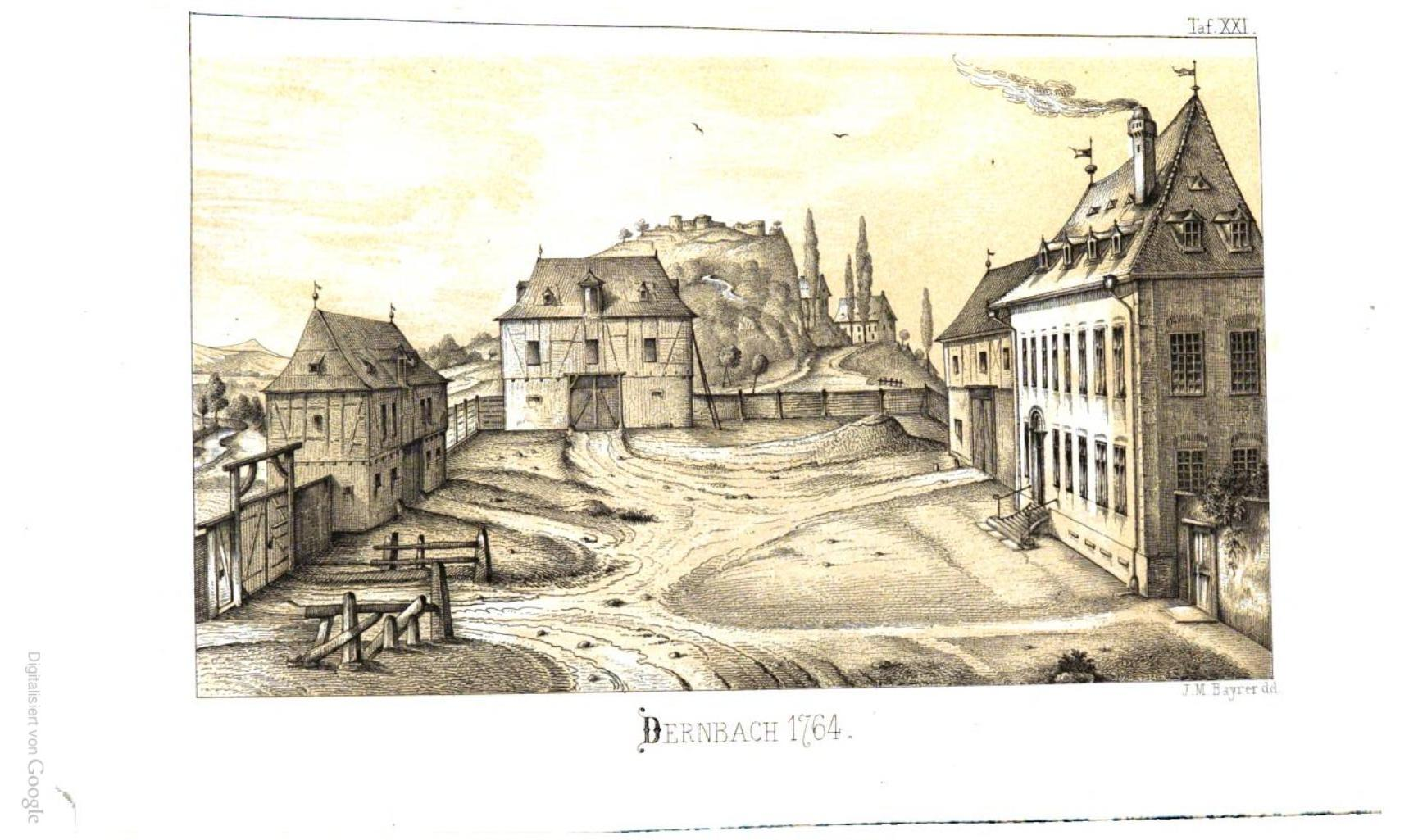
Neuer Gutshof der Staatsdomäne Dernbach 1764, im Hintergrund die Burgruine

Peter von Dernbach gen. Graul verkaufte 1540 die ihm gehörende Hälfte des Burgsitzes Dernbach an den Landgrafen und zog nach Wiesenfeld (Burgwald) zu seinem Verwandten, dem hessischen Stiftsvogt Philipp von Dernbach. Zu seinen Nachkommen gehören Balthasar von Dernbach gen. Graul, Fürstabt von Fulda und Peter Philipp von Dernbach gen. Graul, Fürstbischof von Bamberg und Würzburg und die „Reichsgrafen von Dernbach.“
Der letzte Bewohner des Burgsitzes in Dernbach, Peter Philipp Friedrich von und zu Dernbach, starb am 2. Januar 1729 nach einem Sturz vom Pferd. Mit Friedrich Ludwig Christian von Dernbach, Hauptmann der Garde in Kassel, starb 1748 der letzte hessen-darmstädtische Lehnberechtigte aus der evangelischen Linie. Landgraf Ludwig VIII. von Hessen-Darmstadt zog danach die Burg und die zugehörigen Ländereien (die gesamte Gemarkung Dernbach umfassend) als erledigtes Lehen ein, wandelte es in eine Staatsdomäne um und ließ 1750 ein neues Gutshaus erbauen.
Der kurhessische katholische, freiherrliche Zweig erlosch mit Theresa Freifrau von Schorlemer geb. Freiin von Dernbach am 1. November 1965 in Weilburg.
Kein Schloss
Eine Zeichnung von J. Bayrer aus dem Jahr 1764 zeigt den Neubau (aus dem Jahr 1750) des Verwalterhauses mit Nebengebäuden der Domäne Dernbach. Diese Darstellung wird fälschlich oft als Schlossbau Dernbach bezeichnet. In Dernbach gab es nie ein Schloss. Die Herren von und zu Dernbach wohnten in Gebäuden des Gutshofes außerhalb der Burg. Schon 1570 galt die Burg als zerfallen.

#### Hessische Dernbacher als Burgmannen in Montabaur
1429 werden Johann und Heidrich von Dernbach, Brüder, als Burgmannen in Montabaur erwähnt. Johann von Dernbach tritt 1466 als Burgmann in Montabaur auf. Im gleichen Jahr weist er seiner Frau Demund sein Trierer Burglehen zu Montabaur als Witwengut zu. Johanns Bruder Heidenreich wird 1456 und 1467 in Montabaur genannt.
Die Herren von und zu Dernbach besaßen seit 1520 in Bottenhorn (heute Gemeinde Bad Endbach) zwei Höfe als kurtrierisches Burglehen von Montabaur.
Gab es unbekannte verwandtschaftliche Beziehungen zu dem Geschlecht der Dernbacher auf dem Westerwald oder warum traten hessische Dernbacher in den Dienst des Bischofs von Trier?

### Tötung des Ketzerrichters Konrad von Marburg
Angehörige des Adelsgeschlechtes von Dernbach erschlugen am 30. Juli 1233 in der Nähe von Marburg (bei Beltershausen) den Beichtvater der Hl. Elisabeth und Ketzerrichter (Inquisitor) Konrad von Marburg und seine Begleiter. Sie waren entweder selbst von Konrad der Häresie verdächtigt worden oder standen in Verbindung zu anderen Verdächtigen, sehr wahrscheinlich zum Grafen Heinrich III. (Sayn), der zu Unrecht der Ketzerei angeklagt war. Der Anschlag, zu dem sich die Ritter freimütig bekannten, wurde allerdings von einem außerordentlichen Gericht nicht mit der im Mittelalter üblichen Härte bestraft, sondern mit einer eher symbolischen „Buße“ geahndet, was de facto einen Freispruch bedeutete. Aus welchem Geschlecht die Attentäter, naheliegend Herren von Dernbach/Westerwald wegen ihrer Nähe zum Grafenhaus Sayn oder Herren von Dernbach/Hessen stammten, ist unklar.

## Wappen

### Wappen derer von Dernbach im Westerwald
Das Wappen derer von Dernbach bei Montabaur ist seit dem 14. Jahrhundert urkundlich bekannt, und zwar aus dem Balduineum (Wappenbuch) des Erzbischofs Balduin von Trier, Graf von Lützelburg. Es zeigt zwei rote und einen schwarzen Balken auf Silber und verweist damit auf die Herkunft des niederadeligen Rittergeschlechts als Ministerialen der Herren von Isenburg. Die Farben der Balken stehen für die von den Brüdern Rembold (Rot) und Gerlach (Schwarz) von Isenburg gegründeten Hauptstämme des bedeutendsten Adelsgeschlechtes im Westerwald. Schildform (umgekehrter gotischer Bogen) und Balkenornamentik sind den beiden Stammwappen des Hauses Isenburg entlehnt, deren Balken die Eisenbeschläge ihrer Schilde symbolisieren und zugleich den Anfang ihres Geschlechternamens (Ysen = Eisen). Das Wappen des Gerardo de Derenbach ist heute das Gemeindewappen von Dernbach (Westerwald).

### Wappen derer von Dernbach in Hessen
Der Wappenschild der Stammlinie von und zu Dernbach (Burg Neu-Dernbach) zeigt in Gold, worin sich drei schwarze Herzen (?) in Form eines Kleeblatts (Veilchenblatts), mit den Spitzen zusammenlaufend, befinden, über demselben ruhend zwei Turnierhelme, wovon der rechte (wird immer vom Wappenträger aus gesehen) einen zwischen zwei goldenen Fähnlein sitzenden, silbernen Schwan zeigt, der linke ein weiß ausgeschlagenes schwarzes, mit zwei Pfauenschwänzen bestecktes Barret (Turnierhut). Die Helmdecken sind innen golden, außen schwarz. Die Helmzier mit dem silbernen Schwan (siehe Fresko in der Ballersbacher Kirche) stammt von den Dernbachern, die ursprünglich in der Herborner Mark begütert waren und die Wasserburg Alt Dernbach  bei Herbornseelbach innehatten. Sie bauten später die Höhenburg Neu Dernbach nördlich von Wommelshausen.
Das Wappen mit den zwei Helmen (Wappenvereinigung) entstand vermutlich, nachdem die Erbin der Wetzlarer Linie mit den zwei Pfauenwedeln (Nachkommin des Heydenreich von Dernbach, dessen Epitaph im Wetzlarer Dom steht) in die Stammlinie mit dem Schwanenhals eingeheiratet hatte. Dieses Wappen führte auch die Fuldaer katholische Linie der Freiherren von Dernbach.
Der Wappenschild derer von Dernbach gen. Graul: „Kleeblatt ohne Stiel“ oder „mit den Spitzen ins Schächerkreuz gestellte Seeblätter“, auch „Drei Herzen im Dreipass gestellt, mit den Spitzen aneinanderstoßend“, in Gold/Schwarz oder Blau/Gold mit Schindeln. Der blaue Grund mit silbernen Schindeln ist erstmals 1323 belegt durch Heidinrich von Dernbach. Das Schildbild in Blau, drei deichselförmig zusammengestellte goldene Seeblätter, begleitet von silbernen Schindeln. Der gekrönte Helm, mit geschlossenem Flug, als Träger des Wappenbildes.
Der Wapenschild der Dernhacher in Marburg (Schultheißen und Burgmannen, hängt im Landgrafenschlloss) zeigt: „Silberrne Blätter im Dreipass auf blauem Grund“. Daraus lässt sich schließen, dass sie nahe Verwandte der von Dernbach gen. Graul waren, da deren Schildgrundfarbe auch blau war.
Drei „Seeblätter“, drei „Waldkleeblätter“, drei „Veilchenblätter“ oder drei „Herzen“ ?
Ob es ursprünglich drei „Seeblätter“, drei „Waldkleeblätter“oder, drei „Veilchenblätter“ oder drei „Herzen“ waren, ist unklar.

### Grafen von Dernbach
Auf Graf Johann von Dernbach dürfte das „Allianzwappen“ zurückgehen. Geviert und geteilt mit Herzschild; in Feld 1 und 4 vorne in Silber/Weiß drei durchbrochene schwarze Rauten (2:1), hinten in Silber/Weiß ein halber schwarzer Adler. In Feld 2 und 3 in Blau ein silberner Schrägrechtsbalken, belegt mit drei blauen Ringen (Wappen der Echter von Mespelbrunn). Der Herzschild das Dernbach-Wappen.
Auf dem gekrönten Helm links mit schwarz-silbernen Decken ein schwarzer Adler-Flug, Mitte gekrönter Helm, verkürzte blau silberne Decken, offener blauer Flug als Träger des Wappenbildes und rechts gekrönter Helm mit blau-silbernen Decken zwei wie der Schild bezeichnete blaue Büffelhörner.

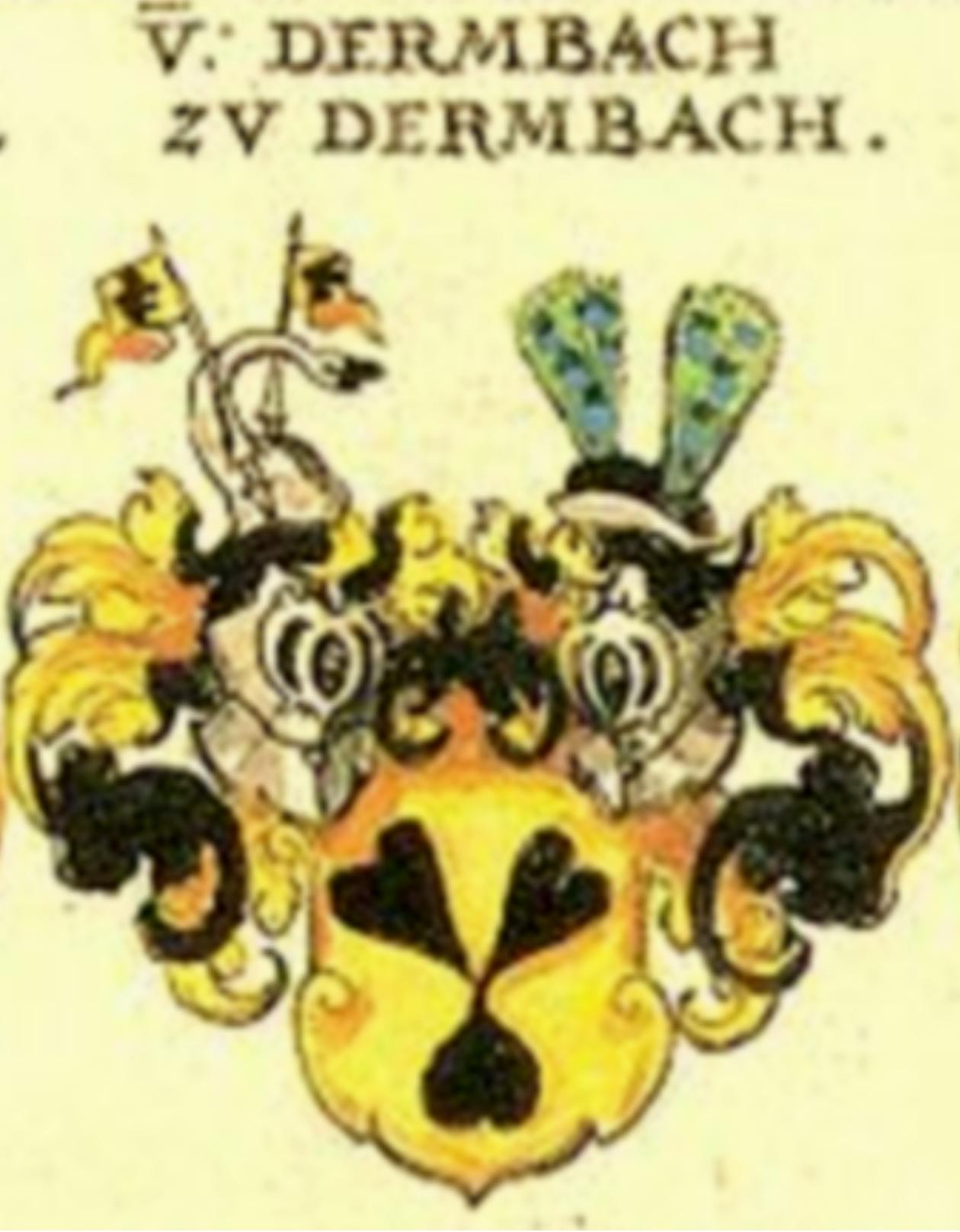
Wappen: von und zu Dernbach nach Siebmachers Wappenbuch von 1605
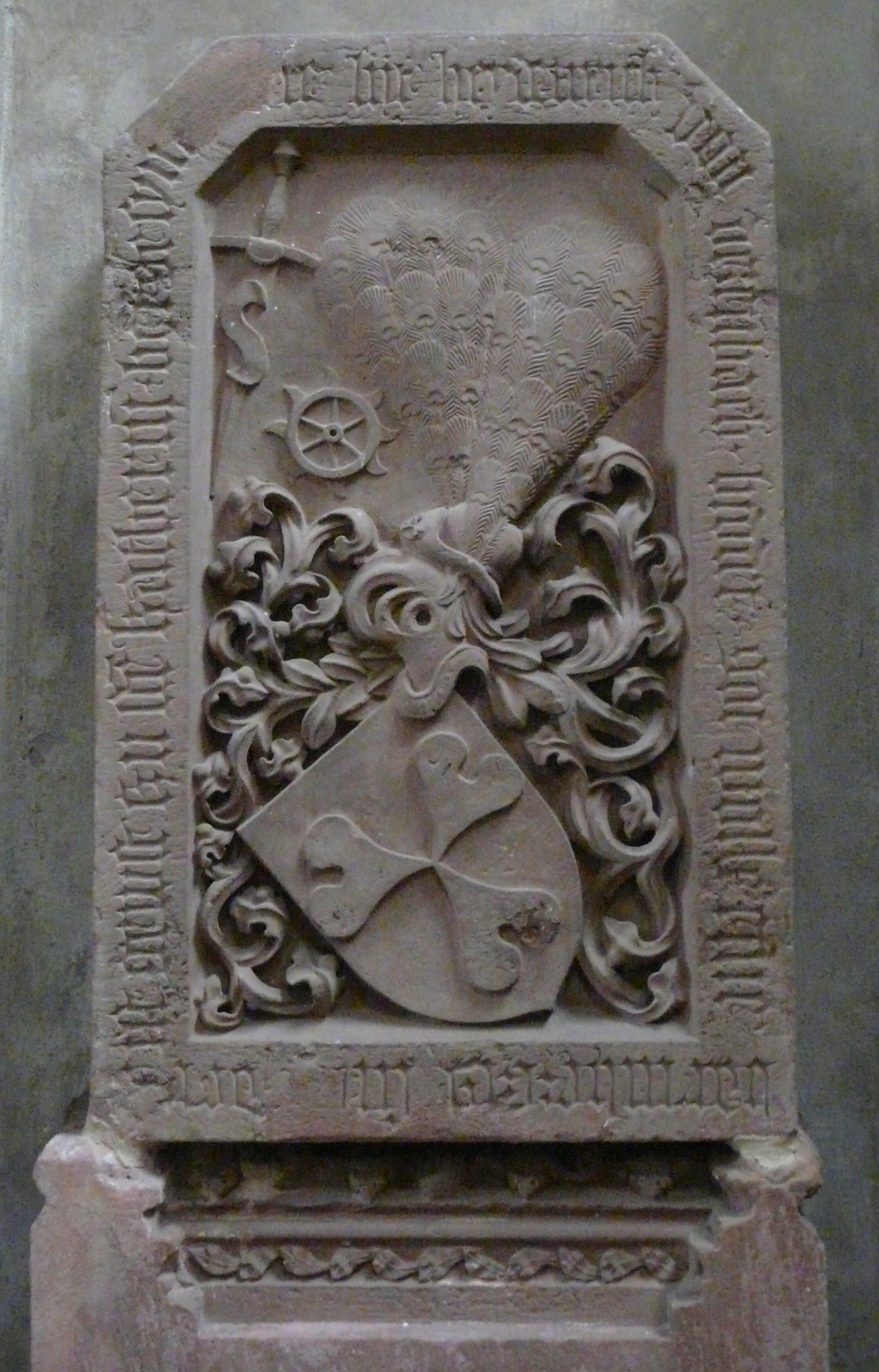
Wappen des Heydenreich von Dernbach im Wetzlarer Dom
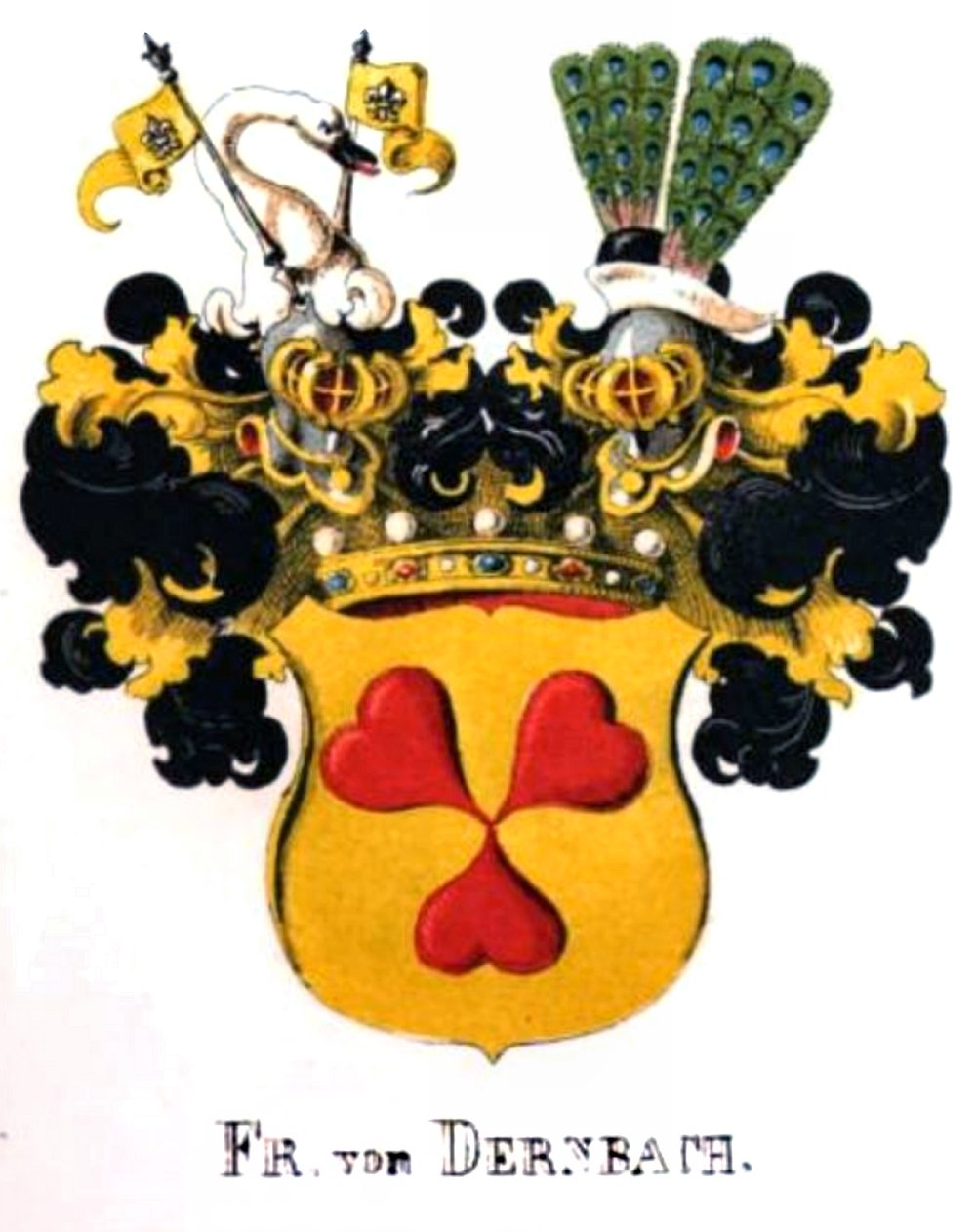
Wappenvariante der Freiherren von Dernbach im Württembergischen Wappenbuch von Leonhard Dorst
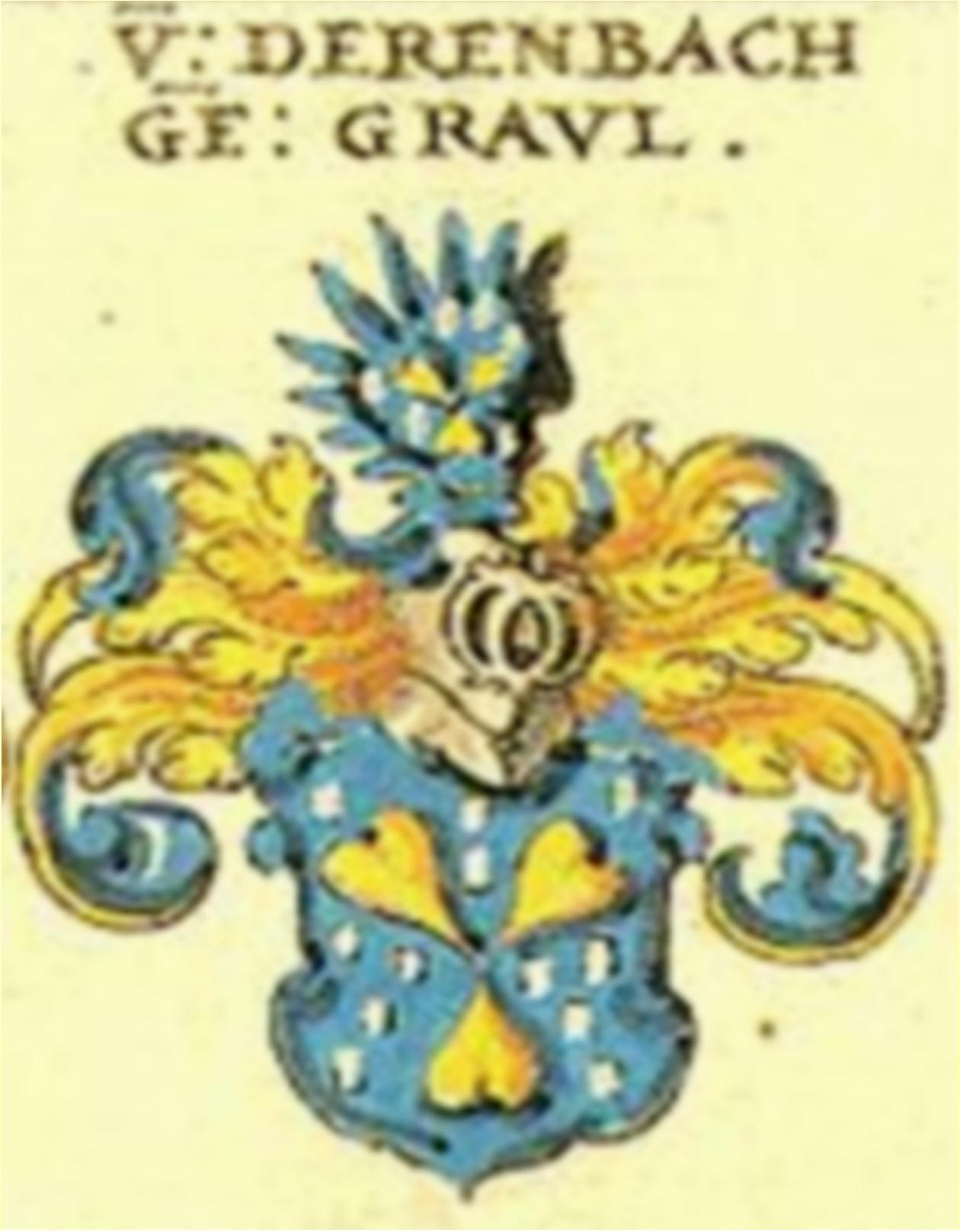
Wappen: von Dernbach gen. Graul nach Siebmachers Wappenbuch von 1605
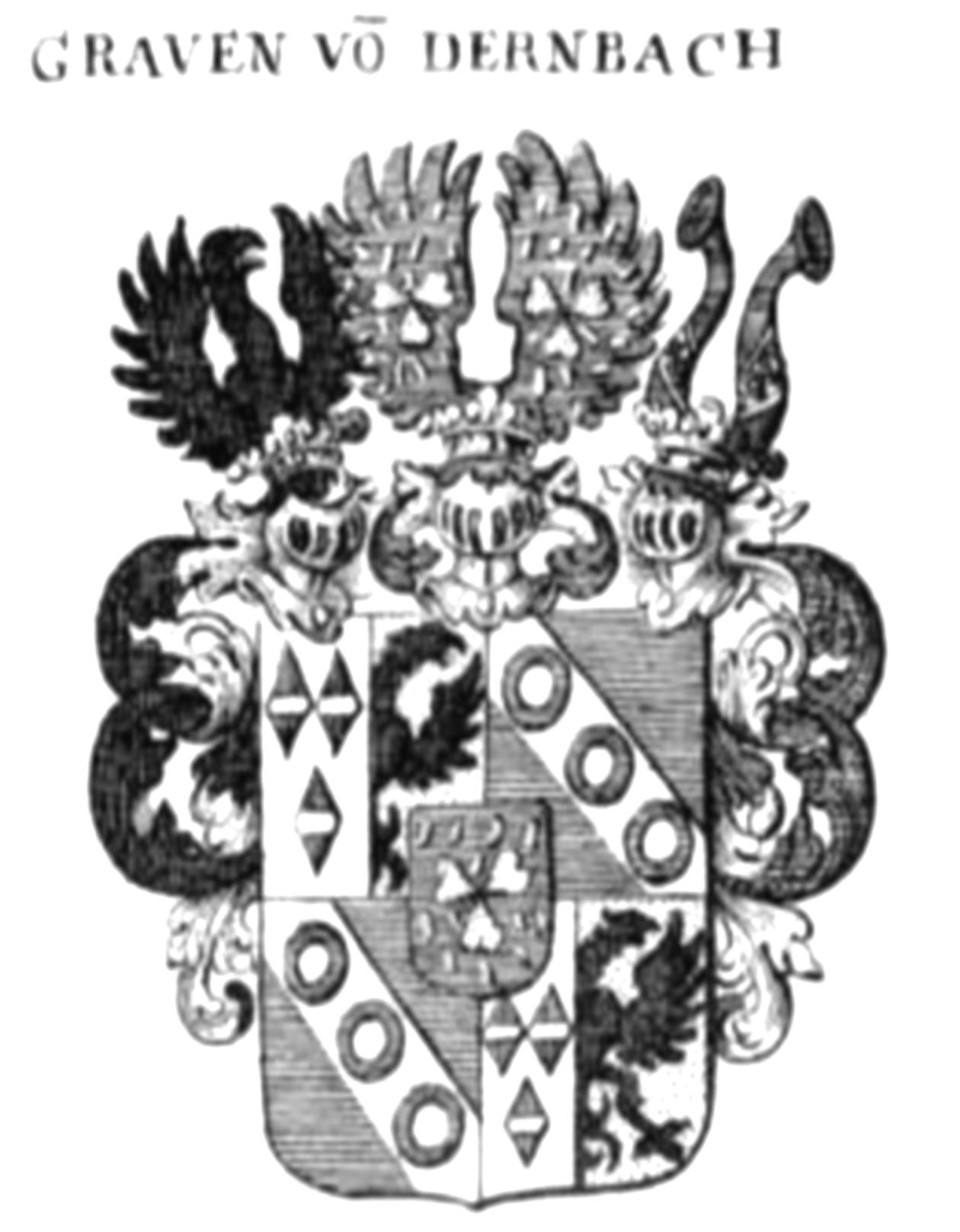
Wappen der Grafen von Dernbach nach Siebmachers Wappenbuch von 1701
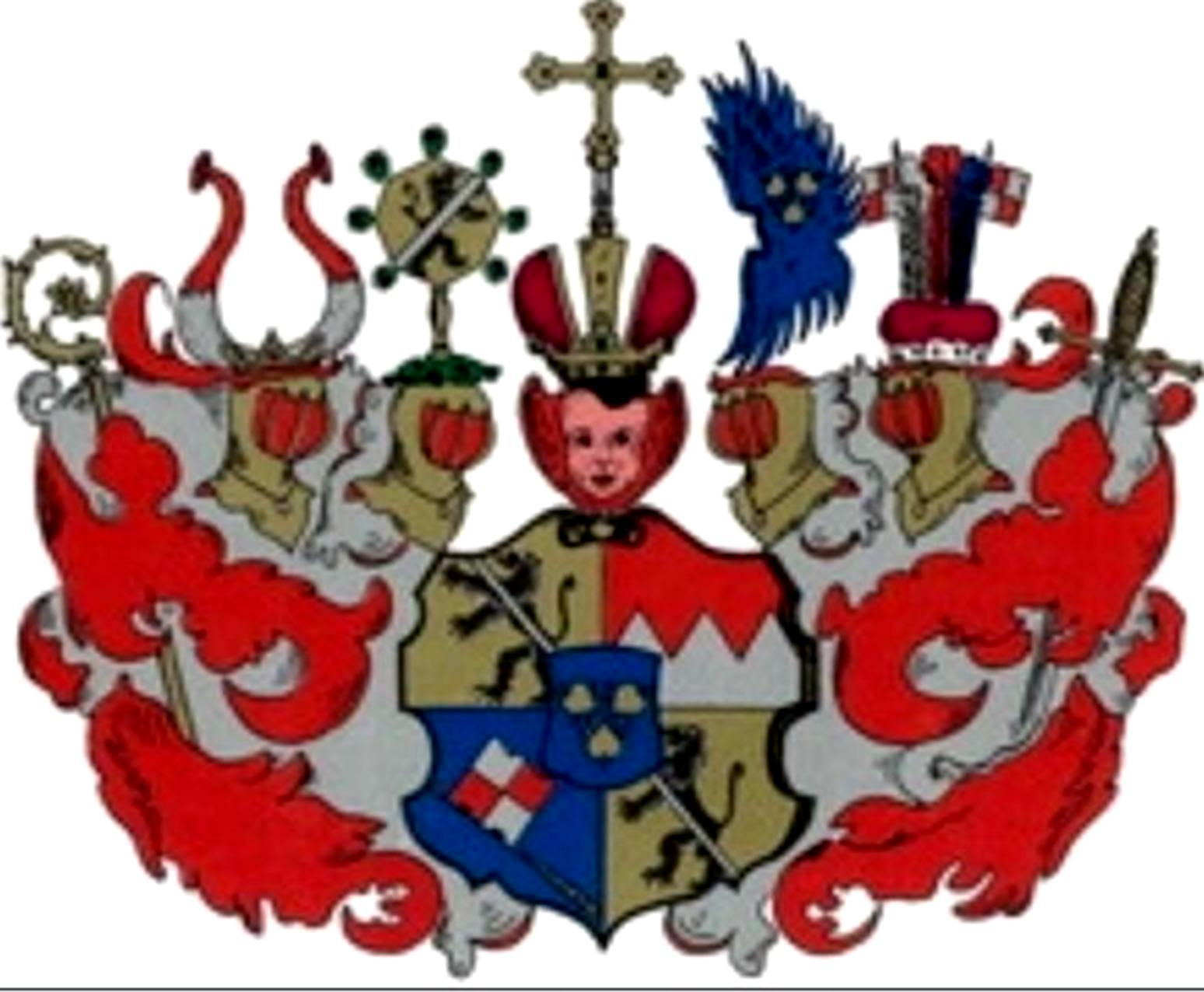
Wappen des Fürstbischofs von Bamberg (1672–1683) und Fürstbischof von Würzburg (1674–1683), Herzog zu Franken, Peter Philipp von Dernbach gen. Graul

## Stammlisten
Die mangelhafte, oft fehlerhafte Quellenlage betrifft den gesamten Zeitraum der Familienzweige. Gesicherte Daten sind urkundlich genannt, Geburts- und Sterbedaten o. g. Zeiträume jedoch oft ungesichert und nach höchstmöglicher Wahrscheinlichkeit der oft abweichenden Datenquellen unter Vorbehalt zu betrachten. Genealogische Details, sogar die Zuordnung von Mitgliedern des Hauses, bleiben ungeklärt.

### Dernbach (Westerwald)
1. Gerhard von Dernbach, 1213, Dernbach, Westerwald (Burg Dernbach (Dernbach))
2. Mantho von Dernbach, 1235, (Burg Dernbach (Dernbach))
3. Cunradus (Konrad) von Dernbach, 1259–79, Rektor in Nordhofen, Westerwald
4. Jutta von Dernbach, 13. Jhdt., Kloster Dierstein, Diez/Lahn
5. Gerhard von Dernbach, um 1364 verstorben, (Burg Dernbach (Dernbach))
6. Gutgin von Dernbach, (Ehefrau), 14. Jhdt., (Burg Dernbach (Dernbach))
7. Gerhard von Dernbach, Sohn, um 1374 verstorben, (Burg Dernbach (Dernbach))
8. Philipp von Dernbach, Bruder, um 1393 verstorben, (Burg Dernbach (Dernbach))

### Dernbach (Hessen)
Conrad von Dernbach, 1226, Burg Vetzberg bei Gießen (Hessischer Adel)
- - Graf Volprecht von Dernbach, Ober-Schultheiß in Marburg 1335–1347, Vertreter des Landgrafen in dessen Nebenresidenz Marburg, im „Land an der Lahn“[15] Er entstammte dem Marburger Familienzweig. Deren Wappenschild im Lamdgrafenschloss zeigt: „Silberne Blätter im Dreipass auf blaum Grund“, demnach waren sie enge Verwandte der „von Dernbach genannt Graul“. Zu dieser Familiengruppe mit dem blauen Schild und den silbernen Blättern gehörten ehemals auch die: „Wolf von Dernbach“, „Krieg von Dernbach“, „Holzappel von Dernbach“ (alle früh ausgestorben) und „Rode von Dernbach“ (später nur noch Rode genannmt), mit jeweils eigenem Beizeichen, wie Stern, Krone und Schindeln.

- Arnold von Dernbach, um 1281[16]
  - Andreas von Dernbach, um 1352
    - Cuno von Dernbach, (Burg Neu-Dernbach, bei Bad Endbach) 1354, 1372, 1386 und 1390 erwähnt, ⚭ Margaretha, Gräfin von Solms, T.d. Grafen Bernhard von Solms u.d. Irmgard, Gräfin von der Lippe.
      -         - Erwein von Dernbach, 1419 Kanoniker in Stift St. Alban vor Mainz
        - Hanns von Dernbach, 1419 Kanoniker in Stift St. Alban vor Mainz
        - Goswin von Dernbach, 1423 erwähnt
        - Elsa von Dernbach, ⚭ Gerhard von Kaldeborn

      - Otto von Dernbach, 1394, 1400 erwähnt,
      - Heinrich von Dernbach, 1400 erwähnt, Begründer der jüngeren Linie

    - Weigand von Dernbach, † 15. September 1399 Domdechant zu Mainz im Martinsdom begraben.

### Dernbach (Jüngere Linie)
- Heinrich von Dernbach, 1400 erwähnt
  - Friedrich von Dernbach, 1429 erwähnt
  - Volpert von Dernbach, 1429 erwähnt
    - Johannes von Dernbach, um 1455 ⚭ Margaretha von Schwalbach, T.d. Andreas von Schwalbach
      - Erwein von Dernbach, um 1480 ⚭ Magdalena von Bicken
        - Conrad von Dernbach, um 1510 ⚭ Maria von Meysenbug, T.d. Hans von Meysenbug u.d. Dorothea von Weitershausen
          - Conegunda (Kunigunda) von Dernbach, ⚭ Samson von Uttenheim, 1540 erwähnt
          - Heinrich von Dernbach, ⚭ Elisabeth von Doringenberg, T.d. Friedrich von Doringenberg und Anna von Lairbach
            - Johann von Dernbach, ⚭ Anna von Berlepsch, T.d. Philip von Berlepsch u.d. Anna von Guttenberg
              - Maria von Dernbach, ⚭ Johann von Hertinghausen

            - Johann Albrecht von Dernbach, ⚭ Anna Maria von Rückershausen, T.d. NN von Rückershausen u.d. Regina von Buttlar
              - Walther von Dernbach, Meister des Kapitels Kloster Fulda

        - Heinrich von Dernbach, ⚭ Sibylla von Berlepsch-Wildungen.
          - Johann Albrecht von Dernbach, ⚭ Veronica von Gottfarth, T.d. Friedrich von Gottfarth bei Meisenbuch
            - Johann Daniel von Dernbach, Mitglied des Rates des Fürsten von Sachsen-Weimar ⚭ 1672 Agnes von Bünau, T.d. Rudolph von Bünau zu Drösig-Teschen u.d. Elisabetha von Schweinsberg
              - Georg Heinrich von Dernbach, um 1700

      - Bernhold von Dernbach

  - Anna von Dernbach, ⚭ Conrad von Trohe.

### Dernbach genannt Graul (Grauel)
Heidenrich von Dernbach, 1323, siegelte bereits mit dem Wappen, das Schindeln trägt, dem Wappen der Grauel, Begründer der Linie
- Otto von Dernbach, 1394, 1400 erwähnt
  - Lutz von Dernbach, * um 1429, ⚭ 1451 Cunegunda (Kunigunde) von der Rabenau
    - Hermann von Dernbach, 1442 erwähnt
      - Valentin von Dernbach, 1475, 1486 erwähnt

    - Lutz von Dernbach, 1452 erwähnt
    - Hans von Dernbach, 1441 erwähnt, 1465 Dekan St. Alban (Mainz)
    - Heinrich von Dernbach, * um 1450, ⚭ 1470 Johanna Friederica von Scheuernschloss, T.d. Philipp von Scheuernschloss u.d. Helena von Hohenstein
      - Hans von Dernbach, genannt Graul, ⚭ 1492 Elisabetha Riedesel von Eisenbach, T.d. Herman Riedesel von Eisenbach u.d. Catharina von Hatzfeld
        - Philipp von Dernbach, ⚭ 1523 Margaretha von Schleyer, T.d. Friedrich von Schleyer u.d. Margaretha von Honfels.
          - Petrus von Dernbach, Amtmann zu Rockenstuhl, ⚭ 1560 Clara Clauer zu Wohra (Schwester des Wilhelm Hartmann von Klauer zu Wohra, Fürstabt von Fulda 1568–1570), T.d. Peter Klauer zu Wohra u.d. Anna von Wahlen
            - Otto von Dernbach, Hochfürstlich Fuldaischer Rat und Hofmarschall, unverheiratet.
            - Ida von Dernbach, ⚭ Philipp von Urff
            - Hans Georg von Dernbach, † jung
            - Johanna von Dernbach, ⚭ Georg von Weitershausen
            - Wilhelm von Dernbach, Ritter des Deutschen Ordens, Komtur der Kapfenburg und 1579–1588 Komtur in Öttingen
            - Melchior von Dernbach, kaiserlicher Rat, Hofmarschall in Fulda, Richter am Amt Brückenau und Rockenstuhl, ⚭ Anna Catharina Schutzbar genannt Milchling, T.d. Philipp Schutzbar gen. Milchling und der Catharina von Harstall
              - Balthasar Joachim von Dernbach, * 1601, Hofrat in Würzburg
              - Maria Margaretha von Dernbach, ⚭ 1603 Rudolph Wilhelm von Rumrod.
              - Clara Catharina von Dernbach, * 1604, Nonne in Mainz
              - Anna Elisabeth von Dernbach, * 1606, † jung
              - Hans Conrad von Dernbach, * 1607, † jung
              - Anna Margaretha von Dernbach, * 1608, † jung
              - Ernst Georg von Dernbach, * 1609 Domherr in Bamberg und Würzburg
              - Otto Wilhelm von Dernbach, Hochfürstlich-Würzburgischer Rat bei Würzburg, Oberamtmann zu Arnstein, * 1611, † 1670, ⚭ Anna Catharina Magdalena Echter von Mespelbrunn, T.d. Philipp Christoph Echter von Mespelbrunn u.d. Margareta von Bicken.
                - Johann Otto von Dernbach, Domherr zu Würzburg, resignierte und wurde kaiserlicher Kammerherr und Geheimer Rat in Wien, erblicher Hofmarschall des Herzogtums Franken, erhielt die Herrschaft Wiesenthaid und wurde 1680 von Kaiser Leopold in den Grafenstand (Reichsgraf) erhoben und 1681 als Graf von Franken eingeführt, † 29. Mai 1697 als der letzte seiner Linie. 1⚭ Anna Maria Voit von Rieneck, † 1690 (kinderlos) T.d. Christoph Voit von Rieneck u.d. Maria Amalia von Erthal und Witwe des Adolph Georg Fuchs von Dornheim; 2⚭ 16. April 1691 Maria Catharina von Lengheim, † 18. April 1695, T.d. Grafen Johann Andreas von Lengheim und der Maria Helena von Maschwander; 3⚭ 1695 Maria Eleonore von Hatzfeld, * 1679, † 1718 T.d. Grafen Heinrich von Hatzfeld u.d. Catharina Elisabetha von Schönborn; Maria Eleonora von Hatzfeld ⚭ um 1700 Rudolf Franz Erwein von Schönborn
                  - Johann Joseph Anton von Dernbach, * 8. Februar 1692, † 1693
                  - Maria Catharina von Dernbach, * † 1693
                  - Maria Charlotta von Dernbach, * † 1696

                - Philipp Wilhelm, Domherr in Bamberg und Würzburg, † 25. August 1685 in Wien
                - Johann Balthasar von Dernbach, Freiherr † jung
                - Melchior Philipp von Dernbach, Freiherr † jung
                - Anna Maria von Dernbach, ⚭ 1676 Georg Philipp Kottwitz von Aulenbach, * 28. April 1653, Hofrat zu Würzburg, Oberamtmann zu Volkach

              - Caspar Melchior von Dernbach, * 1605, ⚭ Anna Dorothea von Rumrod, T.d. Johann Heinrich von Rumrod
                - Otto Heinrich von Dernbach, Domherr in Würzburg, Kapuziner
                - Johann Friedrich von Dernbach, Domherr in Würzburg.
                - Caspar Friedrich von Dernbach, ⚭ Francisca von Buseck, T.d. Ulrich Eberhard von Buseck u.d. Anna Catharina Kaute von Buseck

              - Anna Lucia von Dernbach, * 1612, † 1614
              - Eleonora Maria von Dernbach, * 1614
              - Maria Sidonia von Dernbach, * 1615
              - Hermann Heinrich von Dernbach, * 1617, † 1644
              - Peter Philipp Graf von Dernbach, * 1. Juli 1619 in Geisa, Rhön; am 21. März 1672 Bischof Bamberg, 27. Mai 1675 Bischof von Würzburg, † 22. April 1683, beigesetzt auf der Festung Marienberg

            - Balthasar von Dernbach, (1548–1606) Abt von Fulda 1570–1606, † 16. März 1606.
            - Caspar von Dernbach, † jung
            - Margaretha von Dernbach, † 16. Mai 1613 in Prag Konventualin, ⚭ 7. Juli 1576 in Neuhof b. Fulda m. Freiherr Leopold von Stralendorff * um 1540, † 4. September 1626 Heiligenstadt[17] Reichsvizekanzler

          - Magdalena von Dernbach, 1⚭ Heinrich Albrecht von Trohe, 2⚭ Johann Caspar von Rückershausen
          - Heinrich von Dernbach
          - Catharina von Dernbach, ⚭ Heinrich von Nordeck zu Rabenau
          - Valentin von Dernbach, 1492 erwähnt

        - Heidenreich von Dernbach, 1461 erwähnt
        - Eberhard von Dernbach, 1429 erwähnt, † 1451
        - Weigand von Dernbach, in der Kathedrale von Mainz, 1417, 1427, 1429 und 1436 erwähnt.

### Freiherren von Dernbach
- Urban Rheinhardt von Dernbach, * 1705, † 1756, Hessen-Kasseler Oberst in Rheinfels, ohne Kinder
  - Ulrich Maximilian von Dernbach * 12. Juli 1739, † 22. Februar 1800, fuldischer Geheimer Rat und Oberst des oberrheinischen Kreisregiments Pfalz-Zweibrücken, ⚭ Maria Anna von Mairhofen
    - Heinrich Christian Franz Constantin Maria von Dernbach * 28. Juli 1771 in Fulda, trat 1788 in württembergische Militärdienste und wurde im Jahre 1813, nachdem er mit einem kleinen Rest der württembergischen Truppen aus Russland zurückkehrte als Generalmajor in den Ruhestand versetzt; er starb 1834[18] ⚭ 11. Oktober 1811 Luise Christiane von Knapp, T. eines württembergischen Oberregierungsrats * 3. Mai 1798.
    - Lothar Marianus Constantinus von Dernbach * 21. Mai 1781, Fürstlich-Hessischer Rat
      - Ludwig Heinrich Georg von Dernbach * 14. März 1823 in Fulda, † 2. August 1888 in Bad Nauheim
        - Wilhelm August Ludwig Freiherr von Dernbach * 25. Mai 1862 in Hersfeld, † 4. September 1889 in New York (Long Island)
          - Therese Freiin von Dernbach, verh. von Schorlemer, * 1. Dezember 1885 in Frankfurt, † 1. November 1965 in Weilburg, letzte Deszendentin des Geschlechtes.
          - Ludwig Philipp Adolf Heinrich Freiherr von Dernbach * 23. März 1888 in Frankfurt, † 30. September 1909 in Frankfurt (letzter seines Stammes)